# Феноль
Фено́ль (фр. Fénols, окс. Fenòls) — коммуна во Франции, находится в регионе Юг — Пиренеи. Департамент — Тарн. Входит в состав кантона Дё-Рив. Округ коммуны — Альби.
Код INSEE коммуны — 81090.

## География

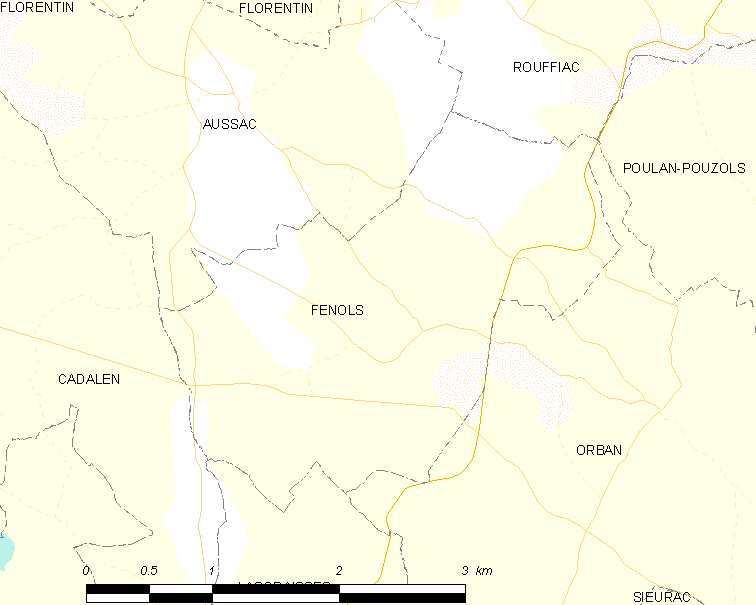
Карта коммуны

Коммуна расположена приблизительно в 560 км к югу от Парижа, в 60 км северо-восточнее Тулузы, в 12 км к юго-западу от Альби.

## Климат
Климат умеренно-океанический. Зима мягкая и дождливая, лето жаркое с частыми грозами. Ветры довольно редки.

## Население
Население коммуны на 2010 год составляло 227 человек.
| 1962 | 1968 | 1975 | 1982 | 1990 | 1999 | 2010 |
| ---- | ---- | ---- | ---- | ---- | ---- | ---- |
| 187  | 180  | 151  | 148  | 172  | 210  | 227  |

## Администрация
| Период | Период | Фамилия       | Партия                  | Примечания                       |
| ------ | ------ | ------------- | ----------------------- | -------------------------------- |
| 1908   | 1919   | Франсуа Гали  |                         |                                  |
| 1919   | 1965   | Жан Гаск      |                         |                                  |
| 1965   | 1971   | Рене Гаск     |                         |                                  |
| 1971   | 1977   | Эрве Барди    |                         |                                  |
| 1977   | 2008   | Жан Гаск      | Социалистическая партия | член генерального совета кантона |
| 2008   | 2020   | Жан-Марк Моль | Социалистическая партия |                                  |

## Экономика
Основу экономики составляет виноградарство.
В 2007 году среди 166 человек в трудоспособном возрасте (15—64 лет) 121 были экономически активными, 45 — неактивными (показатель активности — 72,9 %, в 1999 году было 76,5 %). Из 121 активных работали 111 человек (57 мужчин и 54 женщины), безработных было 10 (0 мужчин и 10 женщин). Среди 45 неактивных 18 человек были учениками или студентами, 13 — пенсионерами, 14 были неактивными по другим причинам.